# Anton von Holleben genannt von Normann

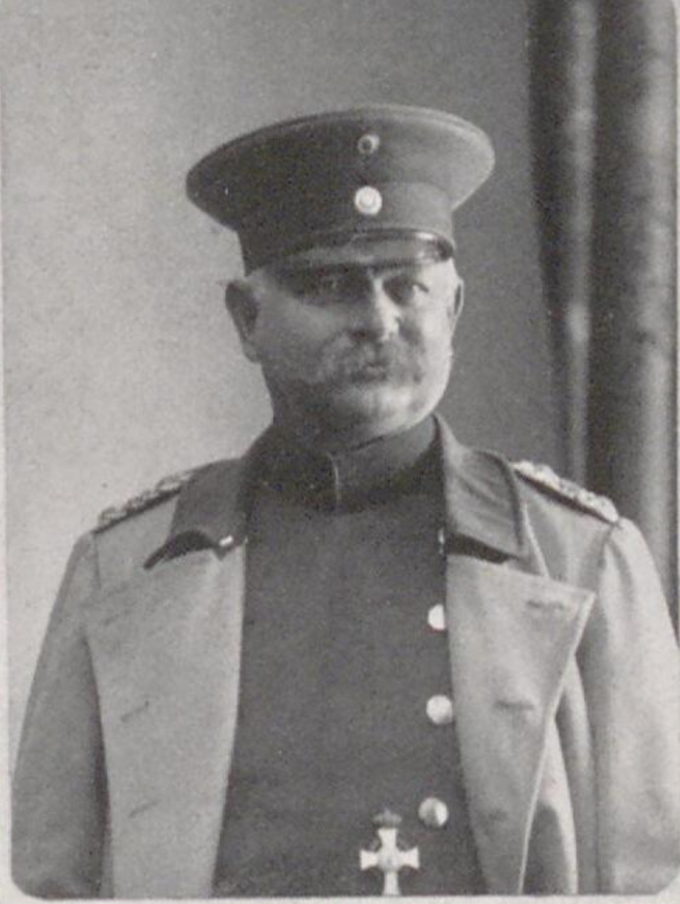
Anton von Holleben gen. Normann

Ludwig Leopold Anton von Holleben, seit 1899 von Holleben, genannt von Normann (* 7. Oktober 1854 in Leipzig; † 2. Juni 1926 in Dresden) war ein sächsischer Generalleutnant.

## Leben
Anton war ein Enkel des schwarzburgischen Oberjägermeisters Anton von Holleben genannt von Normann (1786–1849) und dessen Ehefrau Ida, geborene von Schönberg (1803–1867). Er war der Sohn des sächsischen General der Infanterie Bernhard von Holleben genannt von Normann und dessen Ehefrau Clementine von der Becke (* 1832). Sein Onkel war der Geheime Staatsrat im Fürstentum Schwarzburg-Sondershausen, Albert von Holleben, womit seine Cousins der deutsche Vizeadmiral Franz von Holleben und der sächsische Generalmajor Kurt von Holleben waren. Anton war der einzige Sohn, welcher das Erwachsenenalter erreichte und hatte noch mehrere Schwestern, wobei Ida mit dem sächsischen Oberstleutnant und Hofmarschall Ernst Egon von Trützschler verheiratet war. Er war mit Ella, geb. von Rex, Tochter des sächsischen Generalleutnants Hermann von Rex verheiratet. Aus der Ehe entstand u. a. die Tochter Helene, welche den Offizier Hans von Schaumberg heiratete.
Anton von Holleben besuchte die Lehr- und Erziehungs-Anstalt von Dr. Christian Friedrich Krause und ging 1867 in das Vitzthumsche Gymnasium zu Dresden. Er ging zu Ostern 1873 mit dem Zeugnis der Reife von diesem ab. Nachfolgend besuchte er für ein Jahr die Universität Heidelberg. Er trat am 8. April 1874 als Avantageur in das Schützen-(Füsilier-)Regiment „Prinz Georg“ (Königlich Sächsisches) Nr. 108 ein und wurde dort am 1. Oktober des Jahres zum Fähnrich ernannt. Am 8. September 1875 avancierte er zum Leutnant und durchlief in den folgenden Jahren eine typische militärische Laufbahn, wonach er von 1880 bis 1882 als Adjutant im Regiment fungierte und in dieser Eigenschaft am 24. März 1882 zum Oberleutnant aufstieg. Am 1. Oktober 1884 wurde er für drei Jahre zur preußischen Kriegsakademie in Berlin abkommandiert und kehrte 1887 zurück, wobei er den militärischen Gesichtskreis durch Kommandos zu preußischen Kavallerie- und Feldartillerie-Regimentern in Karlsruhe und Breslau während der praktischen Zwischenkurse erweiterte. Nach seiner Rückkehr stieg er am 22. Juni 1888 zum Hauptmann auf. Ab dem 19. März 1888 diente er als Brigadeadjutant der 2. Infanterie-Brigade Nr. 46 und war bis zum 27. März 1892 in dieser Eigenschaft. Die nächsten Jahre diente er als Kompaniechef der 13. Kompanie in seinem Stammregiment, bevor er am 17. April 1898 zum Major und Bataillonskommandeur beim 13. Königlich Sächsischen Infanterie-Regiment Nr. 178 aufstieg. Nachfolgend wurde er am 26. Juli 1902 zum Oberstleutnant und etatsmäßigen Stabsoffizier beim 1. Königlich Sächsischen Leib-Grenadier-Regiment Nr. 100 befördert. Nach einigen Jahren wurde er am 22. April 1905 zum Oberst und Kommandeur des 4. Infanterie-Regiments Nr. 103 befördert. Am 27. März 1908 wurde er zum Generalmajor befördert und zum Kommandeur der 4. Infanterie-Brigade Nr. 48 ernannt. Unter Genehmigung seines Abschiedsgesuches wurde er am 23. September 1911 mit dem Charakter eines Generalleutnants zur Disposition gestellt.
Im Ersten Weltkrieg wurde von Holleben-Normann als z.-D.-Offizier reaktiviert und diente als Kommandeur der Landwehr-Ersatz-Brigade Nr. 2. Nachfolgend diente er als Etappeninspekteur der Artillerie-Abteilung Frantz, der späteren Etappeninspektion C. Am 18. März 1918 ließ er sich erneut den Abschied genehmigen und schied aus dem Militärdienst aus. Er war als Nachfolger seines verstorbenen Vaters Fideikommissherr seines Thüringers Gutes. Er wurde auf dem Garnisonsfriedhof Dresden begraben.